# HDI德国工业责任协会
HDI德国工业责任协会（德語：HDI Haftpflichtverband der Deutschen Industrie）的法律形式为相互保險公司，是德国第三大保险集团Talanx公司的大股东及母公司。